# César for bedste kvindelige birolle
César for bedste kvindelige birolle er blevet uddelt hvert år siden 1976.

## Uddelinger
| År   | Skuespillerinde      | Film                                 |
| ---- | -------------------- | ------------------------------------ |
| 2016 | Sidse Babett Knudsen | Hermelinen                           |
| 2015 | Kristen Stewart      | Skyerne over Sils Maria              |
| 2014 | Adèle Haenel         | Suzanne                              |
| 2013 | Valérie Benguigui    | Le Prénom                            |
| 2012 | Carmen Maura         | Kvinderne på 6. sal                  |
| 2011 | Anne Alvaro          | Le Bruit des glaçons                 |
| 2010 | Emmanuelle Devos     | A l'origine                          |
| 2009 | Elsa Zylberstein     | Jeg har elsket dig så længe          |
| 2008 | Julie Depardieu      | En hemmelighed                       |
| 2007 | Valérie Lemercier    | Fauteuils d'orchestre                |
| 2006 | Cécile de France     | Les Poupées russes                   |
| 2005 | Marion Cotillard     | En lang forlovelse                   |
| 2004 | Julie Depardieu      | La Petite Lili                       |
| 2003 | Karin Viard          | Embrassez qui vous voudrez           |
| 2002 | Annie Girardot       | La Pianiste                          |
| 2001 | Anne Alvaro          | De andres smag                       |
| 2000 | Charlotte Gainsbourg | La Bûche                             |
| 1999 | Dominique Blanc      | Ceux qui m'aiment prendront le train |
| 1998 | Agnès Jaoui          | On connaît la chanson                |
| 1997 | Catherine Frot       | Un Air de famille                    |
| 1996 | Annie Girardot       | Les Misérables                       |
| 1995 | Virna Lisi           | La Reine Margot                      |
| 1994 | Valérie Lemercier    | Les Visiteurs                        |
| 1993 | Dominique Blanc      | Indochine                            |
| 1992 | Anne Brochet         | Tous les matins du monde             |
| 1991 | Dominique Blanc      | Milou en mai                         |
| 1990 | Suzanne Flon         | La Vouivre                           |
| 1989 | Hélène Vincent       | La Vie est un long fleuve tranquille |
| 1988 | Dominique Lavanant   | Agent trouble                        |
| 1987 | Emmanuelle Béart     | Manon des Sources                    |
| 1986 | Bernadette Lafont    | L'Effrontée                          |
| 1985 | Caroline Cellier     | L'année des méduses                  |
| 1984 | Suzanne Flon         | L'Eté meurtrier                      |
| 1983 | Fanny Cottençon      | L'Etoile du Nord                     |
| 1982 | Nathalie Baye        | Une étrange affaire                  |
| 1981 | Nathalie Baye        | Sauve qui peut (la vie)              |
| 1980 | Nicole Garcia        | Le Cavaleur                          |
| 1979 | Stéphane Audran      | Violette Nozière                     |
| 1978 | Marie Dubois         | La Menace                            |
| 1977 | Marie-France Pisier  | Barocco                              |
| 1976 | Marie-France Pisier  | Cousin, cousine                      |